# Henning Aamodt
Henning Bue Aamodt (6 luglio 1952 – 16 febbraio 1985) è stato un calciatore norvegese, di ruolo difensore.

## Biografia
Crebbe a Stavanger e fu compagno di classe di Per Inge Torkelsen.
Morì nel 1985, al termine di una lunga malattia.

## Carriera

### Club
Aamodt giocò nel Viking dal 1970 al 1976. In questo lasso di tempo, contribuì alla vittoria di quattro campionati (1972, 1973, 1974 e 1975). Negli anni successivi, fu in forza al Frigg e al Bærum.

### Nazionale
Disputò 4 partite per la Norvegia under 21.

## Palmarès

### Club

#### Competizioni nazionali
- Campionato norvegese: 4

Viking: 1972, 1973, 1974, 1975